# Erica Jong
Erica Jong, född Mann 26 mars 1942 i New York i New York, är en amerikansk författare. 
Jong har studerat vid Barnard College och Columbia University. Hon debuterade 1971 med diktsamlingen Fruits & Vegetables. 
Jong är mest känd för sin debutroman Fear of Flying, 1973 (Rädd att flyga, 1975) som uppmärksammades för sin raka skildring av kvinnors sexualitet. Hon har beskrivits som feminist och del av den sexpositiva rörelsen.

### Romaner
- Fear of Flying (1973) (Rädd att flyga, Norstedts, 1975)
- How to Save Your Own Life (1977) (Rädda livet, översättning Annika och Thomas Preis, Norstedts, 1977)
- Fanny, Being the True History of the Adventures of Fanny Hackabout-Jones (1980) (Fanny eller Den sanna berättelsen om Fanny Hackabout-Jones öden och äventyr, Norstedts, 1981)
- Parachutes & Kisses (1984) (Fallskärmar och kyssar, Norstedts, 1985)
- Shylock's Daughter (tidigare med titeln Serenissima) (Serenissima: en Venedig-roman, Norstedts, 1987)
- Any Woman's Blues (1990) (Alla kvinnors blues, Norstedts, 1991)
- Inventing Memory (1997) [även utgiven med titeln Of Blessed Memory] (I ljusaste minne: en berättelse om mödrar och döttrar, Norstedts, 1998)
- Sappho's Leap (2003)
- Fear of Dying (2015)

### Poesi
- Fruits & Vegetables (1971, 1997)
- Half-Lives (1973)
- Loveroot (1975) (Kärleksört, översättning Annika och Thomas Preis, Norstedts, 1976) [innehåller även dikter från de två tidigare diktsamlingarna]
- At the Edge of the Body (1979)
- Ordinary Miracles (1983)
- Becoming Light: New and Selected (1991)

### Annat
- Witches (1981, 1997, 1999)
- Megan's Book of Divorce (Megans bok eller Var är mina hårspännen?, översättning Barbro Lagergren, Norstedts, 1985)
- Megan's Two Houses (1984, 1996)
- The Devil at Large: Erica Jong on Henry Miller (1993) (Henry Miller och jag, översättning Lena Anér Melin, Norstedts, 1994)
- Fear of Fifty: A Midlife Memoir (1994) (Rädd för femtio, Norstedts, 1995)
- What Do Women Want? Bread Roses Sex Power (1998)
- Seducing the Demon: Writing for My Life (2006) (Förföra demonen : att skriva för livet, Norstedts, 2010)